# Den Oever

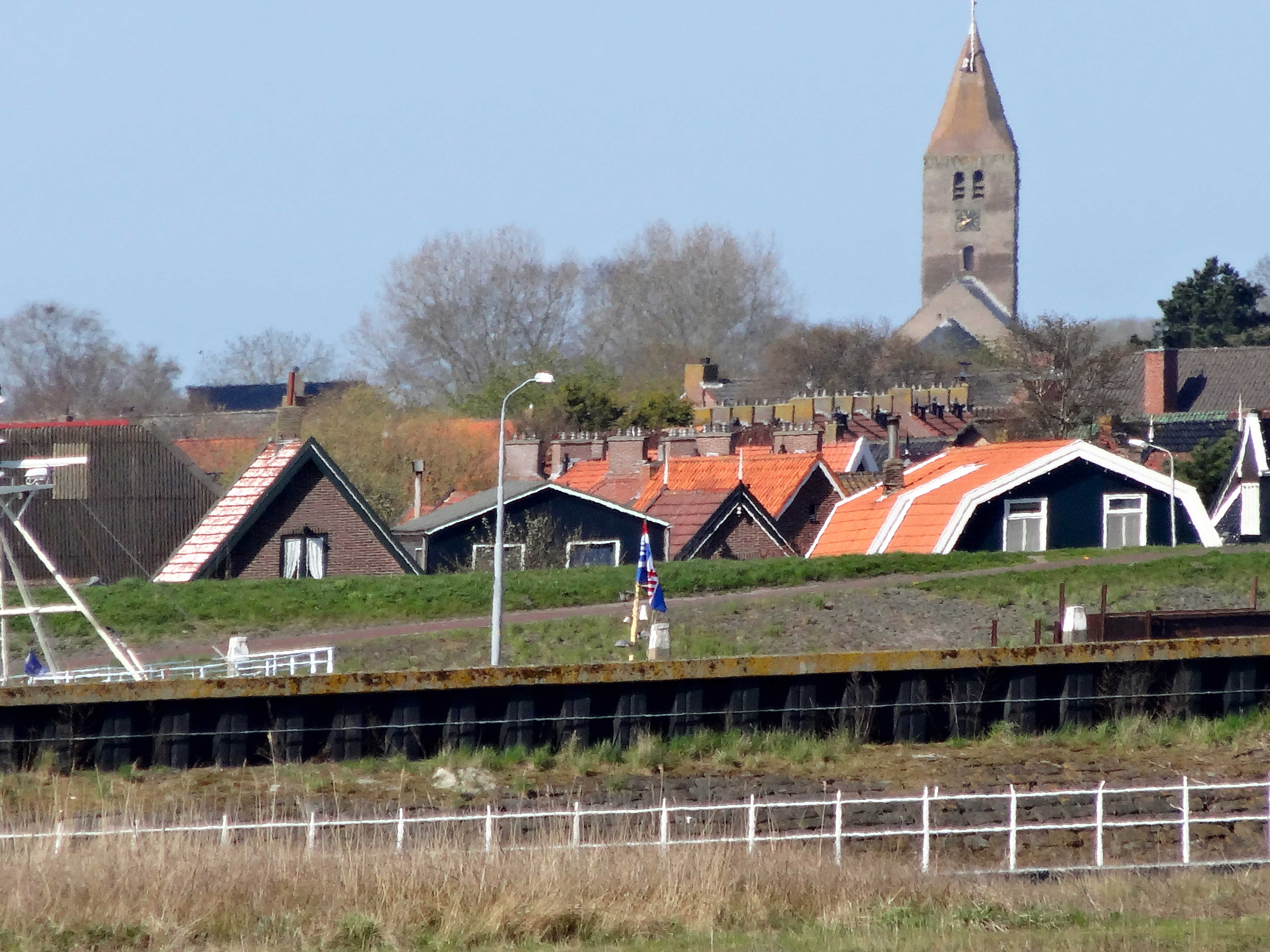
Blick auf Den Oever

Den Oever ist ein kleines Dorf 18 km östlich von Den Helder direkt am südwestlichen Ende des Abschlussdeiches in der Gemeinde Hollands Kroon auf der früheren Insel Wieringen im Nordosten der Provinz Nordholland und beherbergt etwa 2.430 Menschen (Stand: 1. Januar 2024).

## Geschichte
Der Ortsname „den Oever“ bedeutet „das Ufer“ und ist ein alter Name für das Gebiet, in dem das Dorf liegt. Als das niederländische Wattenmeer entstand, lag das Gebiet nur nach Osten hin am offenen Wasser. Als Wattenmeer und Zuiderzee sich ausgebreitet hatten, war hier halb Watt, halb offenes Wasser. Das Ufer lag weiter westlich etwa bei Oosterland. Aber im 14. und 15. Jahrhundert schob sich das Ufer der Insel Wieringen wieder vor und es wurden mehrere kleine Siedlungen gegründet, von denen eine Den Oever war.
Durch Wachstum von Dorf und Hafen im 20. Jahrhundert ging die ältere Nachbarsiedlung Oud-Gest mit in De Oever auf. Ende des Jahrhunderts wuchs es auch mit De Gest zusammen.
Kapelle und Gasthaus von Den Oever waren aneinander gebaut. Das Ensemble steht heute im Zuiderzeemuseum in Enkhuizen.
Die ehemalige Insel Wieringen gab 1929 dem bei der Eindeichung gewonnenen Polder Wieringermeer (Wieringer See, ehemalige Seefläche südlich der einstigen Insel bis zur Gemeinde Medemblik) seinen Namen. Der Unterschied zwischen „altem“ und „neuem“ Land ist in der Umgebung deutlich zu erkennen. Bei guter Sicht kann man von dort die Watteninsel Texel sehen.

## Infrastruktur
Am Westende des Abschlussdeichs wurde in Den Oever das Tidesperrwerk Stevinsluizen errichtet, benannt nach dem Ingenieur und Mathematiker Simon Stevin. Es umfasst drei fünfteilige Sielanlagen und eine Schleuse.

## Sehenswürdigkeiten
- Hafen mit großen Fischhallen
- Windmühle „De Hoop“: Die 1960 restaurierte Getreidemühle ist ein kleiner achteckiger Erdholländer mit einer Verkleidung aus Reet. Sie wurde wahrscheinlich 1672 in Huisduinen errichtet, obwohl ein Balken die Jahreszahl 1654 trägt. Nach Den Oever versetzt wurde sie 1845.
- „Vikinginformatiecentrum“ (VIC) seit 2004, vorher Haus der Erde (Het Huis van de Aarde), stellt die Hinterlassenschaften der Wikinger aus dem frühen Mittelalter in Wieringen dar.
- einige alte Bauernhöfe.